# Pratylenchus vulnus
Espèce
Pratylenchus vulnus, le Nématode des racines ou Anguillule des racines du noyer, est une espèce de nématodes de la famille des Pratylenchidae et du genre Pratylenchus. Cette espèce est répartie dans le monde entier. C'est l'une des espèces de nématodes des lésions racinaires les plus nuisibles au monde.

## Plantes hôtes
Il existe plus de 80 hôtes, dont des arbres fruitiers, le Noyer notamment, la vigne, le soja, etc. De nombreux hôtes sont des plantes vivaces ligneuses.

## Description
Les femelles ont le corps élancé presque droit lorsqu'il est tué par une chaleur douce. La tête est presque continue avec le contour du corps, avec trois ou quatre annules, le squelette fortement sclérotisé s'étendant dans le corps approximativement de la largeur d'une annule. L'observation de la surface de la tête au microscope électronique à balayage montre que la surface est divisée de façon caractéristique en segments sub-médians et latéraux. Six petites papilles entourent l'ouverture orale et deux grandes amphides (en) sont présentes latéralement. La lance est avec des boutons basaux arrondis parfois coupés antérieurement. Le bulbe œsophagien est médian ovale, relativement étroit. Le pore excréteur est à peu près opposé à la jonction œsophago-intestinale. L'œsophage recouvre l'intestin ventralement en un long lobe. La spermathèque est fonctionnelle, oblongue lorsqu'elle est remplie de sperme, le sac postvulvaire long d'environ deux fois la largeur de corps vulvaire avec un ovaire rudimentaire. Le champ latéral a quatre incisures, les externes lisses ou faiblement crénelées, les internes plus proches les unes des autres que des externes, parfois des lignes obliques dans le champ interne. La queue est effilée, avec l'extrémité lisse étroitement arrondie à subaiguë, parfois irrégulière, parfois avec une ou deux annules.
Les mâles sont communs, généralement semblables à la femelle par l'aspect de la tête et de l'œsophage. Le champ latéral se termine sur la bourse, qui enveloppe la queue. Les spicules sont courbes, céphalées ; le gubernaculum est simple.

## Taxonomie
Cette espèce est décrite par Merlin W. Allen (d) et Harold J. Jensen (d) en 1951, qui la classent dans le genre Pratylenchus sous le nom binominal Pratylenchus vulnus.
Ce taxon porte en français les noms vernaculaires ou normalisés suivants : « Anguillule des racines du noyer » ou « Nématode des racines ».

## Publication originale
- (en) M. W. Allen et H. J. Jensen, « Pratylenchus vulnus, new species (Nematoda: Pratylenchinae), a Parasite of Trees and Vines in California », Proceedings of the Helminthological Society of Washington, Helminthological Society of Washington (d), vol. 18, no 1,‎ 1951, p. 47-50 (ISSN 0018-0130, lire en ligne).